# La République est morte à Diên Biên Phu
Pour plus de détails, voir Fiche technique et Distribution.
La République est morte à Diên Biên Phu est un documentaire français réalisé par Philippe Devillers, Jérôme Kanapa et Jean Lacouture, sorti en 1974.

## Fiche technique
- Titre : La République est morte à Diên Biên Phu
- Réalisation : Philippe Devillers, Jérôme Kanapa et Jean Lacouture
- Musique : Yvan Jullien et Pierre Vassiliu
- Production : ORTF - V.M. Productions
- Distribution : Compagnie française de distribution cinématographique
- Pays :  France
- Genre : documentaire
- Durée : 148 minutes
- Date de sortie : France - 17 avril 1974

## Distribution
- Jean Lacouture (voix)

## Sélections
- Festival de Cannes 1974 (sélection Perspectives du cinéma français)[1]

## À propos du film
Bien que le film ait été coproduit par l'ORTF en 1973, La République est morte à Diên Biên Phu a dû attendre 1999 pour être diffusé à la télévision (sur la chaîne Planète).